# Бјенкур сир Орж
Бјенкур сир Орж (фр. Biencourt-sur-Orge) насеље је и општина у североисточној Француској у региону Лорена, у департману Меза која припада префектури Бар ле Дик.
По подацима из 2011. године у општини је живело 123 становника, а густина насељености је износила 9,94 становника/km². Општина се простире на површини од 12,38 km². Налази се на средњој надморској висини од 292 метара (максималној 369 m, а минималној 276 m).

## Демографија
| 1962. | 1968. | 1975. | 1982. | 1990. | 1999. | 2011. |
| ----- | ----- | ----- | ----- | ----- | ----- | ----- |
| 181   | 205   | 158   | 153   | 161   | 165   | 123   |

График промене броја становника у току последњих година